# Kazys Saja
Kazys Saja (* 27. Juni 1932 in Skėriai, Rajongemeinde Pasvalys) ist ein litauischer Politiker und Schriftsteller.

## Leben
Saja wuchs bei Pasvalys und nach dem Tod der Eltern in Kaunas bei der Frau des Onkels auf. Nach einem Jahr lebte er in Vaištarai (Rajongemeinde Plungė). 1943 absolvierte er die Grundschule Paukštakiai bei Plungė und von 1949 bis 1952 das Agrartechnikum Klaipėda. Er wollte Architekt werden und studierte an der Technischen Universität Kaunas. Danach wollte er in der Abteilung für Litauische Sprache und Literatur am Lehrerinstitut Klaipėda studieren, aber 1954 absolvierte er die Abteilung für Natur und Geografie. Damals schrieb er sein erstes Theaterstück „Lažybos“, das 1954 im Dramatheater Klaipėda und 1955 in Pärnu, Estland aufgeführt wurde.
Danach lebte Saja in Vilnius. Er wollte an der Universität Vilnius studieren, aber wurde nicht aufgenommen. Er studierte Philologie an der Litauischen Universität für Bildungswissenschaften. Von 1990 bis 1992 war er Mitglied im Seimas.

## Preise
- 1972: Republikpreis
- 1977: Žemaitė-Preis
- 1987: Juozas-Grušas-Preis
- 1989: Kostas-Kubilinskas-Preis
- 1989: Motiejus-Valančius-Preis